# Rastislavice
Rastislavice, do roku 1948 Degeš, jsou obec v okrese Nové Zámky na Slovensku. Obec byla v roce 1936 vyčleněna z obvodu obce Komjatice. V obci je místní národopisné muzeum s památkami hmotné lidové kultury.

## Geografie
Rostislavice sousedí na východě s obcí Komjatice, na jihovýchodě s městem Šurany, na jihu s obcí Tvrdošovce, na západě s Jatovem, na severu s Polním Kesovem a na severovýchodě s Velkým Kýrem (dříve Milanovce). Obec leží v Podunajské nížině na jižním okraji Nitranské pahorkatiny. Územím obce protéká Cabajský potok, na jehož toku je na severu od obce (u Polního Kesova) vodní nádrž Rastislavice, a Tvrdošovský potok.

## Části obce
Kalvín, Nová Švajčiareň, Nový Degeš, Stará Švajčiareň, Starý Degeš

## Církevní stavby
- Evangelický kostel, jednolodní funkcionalistická stavba z let 1937-1938 s pravoúhlým ukončením presbytáře a věží tvořící součást její hmoty. Autorem kostela je architekt Václav Ložek z Prahy.[4] Kostel má plochou střechu v duchu dobového funkcionalismu.
- Římskokatolický kostel Neposkvrněného početí Panny Marie, jednolodní funkcionalistická stavba s pravoúhlým ukončením presbytáře a věží tvořící součást její hmoty, z let 1939-1941. Autorem kostela je architekt Smit z Nitry. Kostel vznikl přebudováním starší sýpky.[4] Hmota hostola je tvořena blokovou stavbou se sedlovou střechou, ze které vyrůstá hranová věž členěná průběžnými lizénami, ukončená malou helmicí.